# هيرمان بيرلينسكي
هيرمان بيرلينسكي (بالإنجليزية: Herman Berlinski)‏ هو عازف الأرغن وملحن وعازف بيانو أمريكي، ولد في 18 أغسطس 1910 في لايبزيغ في ألمانيا، وتوفي في 27 سبتمبر 2001 في واشنطن العاصمة في الولايات المتحدة بسبب نوبة قلبية.

## وصلات خارجية
- هيرمان بيرلينسكي على موقع ميوزك برينز (الإنجليزية)
- هيرمان بيرلينسكي على موقع ديسكوغز (الإنجليزية)